# Jurek Becker
Jurek Becker (ur. 30 września 1937 w Łodzi, zm. 14 marca 1997 w Sieseby w Niemczech) – niemiecki pisarz, syn Maxa Beckera.

## Życiorys

### Dzieciństwo i młodość
Jurek Becker urodził się 30 września w Łodzi. Data urodzenia została jednak zniekształcona, ponieważ jego ojciec chciał go uchronić przed wysiedleniem z getta, zawyżając wiek swojego syna. Później pisarz nie był w stanie przypomnieć sobie rzeczywistej daty urodzin. Prawdopodobnie był nawet kilka lat młodszy, niż podaje się w typowych źródłach.
Jego rodzice byli Żydami, a jego ojciec, pochodzący z Bawarii Max Becker (1900–1972), był urzędnikiem, a później prokurentem w fabryce odzieżowej. W 1939 Jurek Becker został wraz z rodzicami przesiedlony do łódzkiego getta. Mając lat 5 trafił do niemieckiego obozu koncentracyjnego Ravensbrück, a następnie do Sachsenhausen. Po zakończeniu wojny udało się jego ojcu, który przeżył obóz Auschwitz-Birkenau, odnaleźć syna za pomocą amerykańskiej organizacji charytatywnej. W trakcie wojny zginęło około 20 członków jego rodziny, z których większości nie zdążył poznać. Jedynymi, którzy ocaleli był późniejszy pisarz, jego ojciec oraz ciotka, która zdążyła przed wybuchem wojny uciec do USA.
Z okresu wojny pozostało niewiele wspomnień. Sam mówił, że większość z nich wyrzucił z pamięci, a zarazem dni w obozie były tak szare i podobne do siebie, że jego życie można było nazwać zaledwie wegetacją. Również ojcu Beckera nie udało się wywołać w nim wspomnień:
„Mój ojciec po wojnie nie starał się zbytnio, utrzymać we mnie moje wspomnienia, powiedziałbym nawet, że zrobił wiele, by je stłamsić, wymazać. Jeśli dobrze sobie przypominam, przeszłość, choć była wtedy tak niedawna, nie odgrywała w naszych rozmowach żadnej roli, a moje pytania spławiał – pewnie dlatego, że bardziej tego doświadczył, niż ja”.
Z tego powodu Jurek Becker próbował później poszukiwać przeszłości, a wyniki tych poszukiwań przekształcał w literackie historie:
„Dlatego też opowiadania o getcie napisałem tak, jakbym był specjalistą w tej sprawie. Być może myślałem, że jeśli tylko będę wystarczająco długo pisał, wspomnienia przyjdą do mnie. Pewnie też kiedyś zacząłem traktować niektóre moje wymyślone historie uważać za wspomnienia. Nie mieć wspomnień z dzieciństwa, to tak, jakbyś był zdanym na ciągłe wleczenie ze sobą skrzynki, której zawartości nie znasz. A im jesteś starszy, tym wydaje się ona ci się cięższa, i coraz bardziej niecierpliwisz się, kiedy będziesz mógł ją w końcu otworzyć”.
W 1945 Jurek Becker zamieszkał wraz ze swoim ojcem na Lippehner Straße 5 w Berlinie Wschodnim. Tę decyzję uzasadnił ojciec faktem, że w radzieckiej strefie okupacyjnej do władzy doszli antyfaszyści i nigdzie nie obchodzono się z antysemityzmem tak zdecydowanie, jak w miejscu, w którym najsilniej zaznaczył swoje piętno. Max Becker także później starał się rozgraniczać między sobą a Niemcami. Jurek swoje stosunki z ojcem określał jako całkiem dobre, chociaż nadmienił że:
„Trudność w utrzymaniu dialogu z moim ojcem powodował też fakt, że byłem potworem. Proszę tego nie poczytać mi za zarozumiałość, kiedy powiem, że mojego ojca, który był prostym człowiekiem, z trudem uchodził w moich oczach za dorosłego. Ja zaś, w jego oczach, byłem czymś pośrednim między inteligentną bestią a zwykłym dzieciakiem”.
Jurek Becker nigdy nie wypowiadał się na temat swoich stosunków z macochą. Największym problemem w Berlinie Wschodnim stanowił fakt, że nie posługiwał się swobodnie niemieckim:
„Kiedy miałem osiem lat, mój ojciec, jedyny krewny, którego pozostawiła mi przy życiu wojna, z dnia na dzień przestał rozmawiać ze mną po polsku. Wiem, że chciał dobrze, myślał, że nie pozostanie mi nic innego, jak w mgnieniu oka nauczyć się niemieckiego. Nie przypuszczał jednak, że szybciej będę zapominał polski, niż uczył się niemieckiego. Dlatego przez pewien czas musiałem żyć dosłownie bez jakiegokolwiek języka”.
Sytuacja była najcięższa w szkole, wszędzie uznawano go za obcego i do niedawna jeszcze prześladowanego, a koledzy ze szkolnej ławy pogardzali nim. Największym szkolnym szczęściem było wówczas dla niego unikanie błędów. Poza tym życie w Berlinie było znośne, ponieważ Żydzi cieszyli się pewnymi przywilejami i otrzymywali np. lepsze kartki żywnościowe.
Po 1945 Becker mieszkał ciągle w Berlinie Wschodnim, jego współlokatorem był między innymi Manfred Krug. W 1955 zdał maturę, odbył dwa lata służby wojskowej w armii NRD i został członkiem FDJ. Na przekór swojemu ojcu, który pragnął, by jego syn został lekarzem, rozpoczął w 1957 studia filozoficzne i został członkiem SED. Po szóstym semestrze został relegowany z uniwersytetu z przyczyn politycznych i rozpoczął życie jako literat.

### Pisarstwo
W 1960 Jurek Becker rozpoczął studium scenariopisarskie w centrum filmowym NRD w Babelsbergu i pisał liczne teksty kabaretowe. W 1962 został zatrudniony jako etatowy scenarzysta w DEFA i napisał kilka sztuk telewizyjnych oraz scenariuszy. Kiedy w 1968 odrzucono jego scenariusz pt. „Jakub Łgarz”, przerobił go na swoją pierwszą powieść, która ukazała się rok później, a w roku 1974 została zekranizowana. W 1971 roku otrzymał nagrodę im. Heinricha Manna oraz nagrodę im. Charlesa Veillona. Jego najsłynniejsza książka, „Jakub Łgarz”, została jak dotąd sfilmowana dwukrotnie, a wersja zrealizowana przez Franka Beyera w wytwórni DEFA w roku 1974 z Vlastimilem Brodskym w roli głównej została nominowana do Oscara w kategorii filmu zagranicznego. Obydwa filmy znane są polskim widzom pod tytułem Jakub kłamca (Jakub kłamca z 1999).
W 1972 roku zmarł jego ojciec. Rok później ukazała się jego kolejna powieść, „Irreführung der Behörden” (pol. Oszukiwałem władze, 1976), która w następnych latach została nagrodzona nagrodą literacką Wolnego Miasta Bremy i nagrodą państwową NRD. Poza tym został wybrany do zarządu Związku Literatów NRD. W 1976 roku zaangażowany politycznie Jurek Becker podpisał wraz z 11 innymi pisarzami list otwarty sprzeciwiający się pozbawieniu obywatelstwa Wolfa Biermanna, za co został ukarany wykreśleniem z listy członków SED i utratą stanowiska w zarządzie Związku Literatów. W tymże roku ukazała się powieść „Bokser”. W następnym roku pisarz wystąpił ze Związku w proteście przeciwko wykluczeniu Reinera Kunze i za zgodą władz NRD osiedlił się w NRF. Jego książki przestały być drukowane w NRD, a propozycje scenariuszy regularnie odrzucane. Uważał przy tym, że ciągłe polityczne rozgrywki mogą mieć wyłącznie negatywny wpływ na literaturę. Mimo to podkreślał: „Gdybym tylko mógł publikować w NRD i nie zabrano by mi czytelników, chciałbym od jutra znów żyć w NRD”. W latach 1978–1984 ukazały się dwie kolejne powieści („Bezsenne dni” w 1978 i „Przyjaciel całego świata” – napisany w 1982), a także zbiór opowiadań („Po pierwszej przyszłości” 1980). Jurek Becker wykładał gościnnie w tym okresie na uniwersytetach, wygłaszał również wykłady programowe.
W 1986 r. ukazała się powieść „Dzieci Bronsteina”, był też autorem scenariusza do cieszącego się sporą popularnością serialu „Ukochany Kreuzberg”, za który w następnym roku wraz ze swoim najlepszym przyjacielem Manfredem Krugiem i Heinzem Schirkiem otrzymał Złotą Nagrodę Adolfa Grimme’a.
Pisarz niechętnie opowiadał o swoim życiu prywatnym. Wiadomo tylko, że żenił się dwukrotnie i że miał trzech synów, z których najmłodszy, Jonathan, urodził się w 1990 roku.
Zmarł na rozpoznanego pod koniec 1995 roku raka jelita.

## Jurek Becker o byciu Żydem
Na pytanie, czy jest Żydem, odpowiadał zwykle: „Moi rodzice byli Żydami”. Sam określał się jako ateista. Jego ojciec nigdy nie wprowadził go w życie Żydów, a samemu w nie także nie wrósł. W synagodze pojawił się podobno tylko raz w życiu, przed kręceniem jakiegoś filmu telewizyjnego, żeby rozeznać się w przebiegu ceremonii.

## Nagrody i wyróżnienia
- 1971 – Nagroda Heinricha Manna oraz Nagroda im. Charlesa Veillona
- 1974 – Nagroda Literacka Miasta Brema
- 1975 – Nagroda Państwowa Niemieckiej Republiki Demokratycznej
- 1982–1983 – Pisarz Miasta Bergen
- 1987 – Złota Nagroda im. Adolfa Grimme’a za scenariusz serialu Liebling Kreuzberg
- 1990 – Nagroda im. Hansa Fallady miasta Neumünster
- 1991 – Niemiecka Nagroda Filmowa
- 1992 – Order Zasługi Republiki Federalnej Niemiec

## Dzieła
- 1969 – Jakob der Lügner (pol. Jakub Łgarz, 1983)
- 1973 – Irreführung der Behörden (pol. Oszukiwałem władzę, 1976)
- 1976 – Der Boxer
- 1978 – Schlaflose Tage
- 1980 – Nach der ersten Zukunft (opowiadania)
- 1982 – Aller Welt Freund
- 1986 – Erzählungen
- 1986 – Bronsteins Kinder
- 1990 – Warnung vor dem Schriftsteller, trzy wykłady we Frankfurcie
- 1992 – Amanda herzlos (pol. Amanda bez serca, 1996)
- 1996 – Ende des Größenwahns (eseje, odczyty)
- 2004 – Lieber Johnny
- 2004 – „Ihr Unvergleichlichen” (listy)

## Biografie
- Sander L. Gilman, Jurek Becker. A Life in Five Worlds, Chicago 2003